# Séranvillers-Forenville
 Séranvillers-Forenville  là một xã ở tỉnh Nord ở miền bắc nước Pháp. Xã này có diện tích 7,24 km², dân số năm 1999 là 309 người. Xã nằm ở khu vực có độ cao trung bình 102 mét trên mực nước biển.